# Lycée de Tsarskoïe Selo

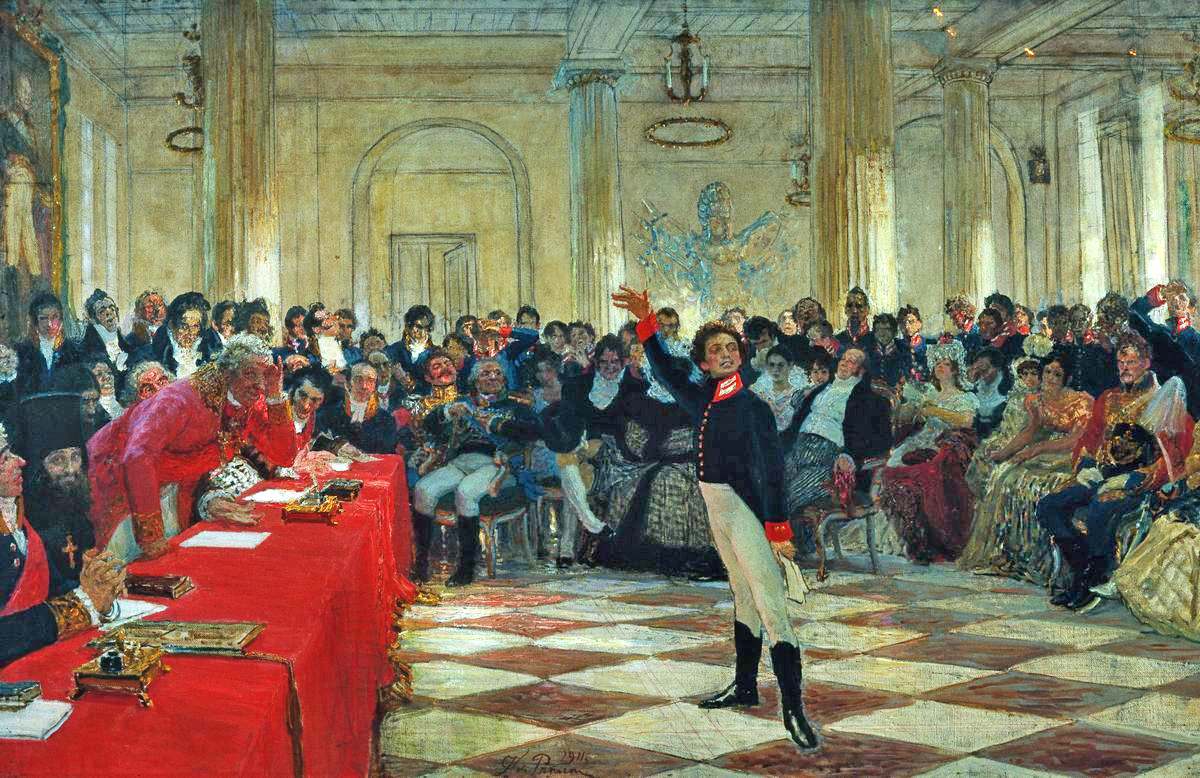
Le jeune Alexandre Pouchkine, âgé de 14 ans, déclamant un de ses poèmes devant le vieillissant Derjavine au lycée. Tableau d'Ilia Répine (1911)

Le lycée impérial de Tsarskoïe Selo (en russe : Императорский Царскосельский лице́й), ouvert le 19 octobre 1811 à Pouchkine, était un établissement destiné à l'éducation de la jeunesse aristocratique russe. Des jeunes gens nobles, âgés de dix à douze ans, y ont été admis pour étudier le programme des classes supérieures de l'école secondaire classique durant les trois premières années, les trois années suivantes comprenaient les matières universitaires.
Le lycée disposait d'un internat où chaque élève avait sa chambre à l'étage supérieur. Certains professeurs étaient étrangers : le Suisse David de Boudry, frère du conventionnel Jean-Paul Marat, marqua durablement ses élèves, dont le poète Alexandre Pouchkine, qui y fit ses études de 1811 à 1817, y composa ses premiers poèmes et y fut remarqué par le célèbre poète russe Gavrila Derjavine. 
En 1937, la ville fut d'ailleurs rebaptisée « Pouchkine » en l'honneur du plus célèbre élève du lycée.

## Historique
En 1710, Pierre le Grand offrit à sa seconde épouse, Catherine Ire, un modeste domaine en pierre composé de six chambres uniquement. Leur fille Élisabeth Petrovna le transforma en un palais luxueux. Un village se développa autour du palais sous le nom de « Tsarskoïe Selo » (Village du tsar).
Le lycée de Tsarskoïe Selo déménage le 6 septembre 1843 à Saint-Pétersbourg et devient le lycée impérial Alexandre.

## Musée
C'est un bâtiment classique relié par une arche au flanc ouest du palais de Catherine. Depuis 1949, l'ancien lycée abrite le musée consacré à Pouchkine lycéen et à l’histoire de cet établissement d'éducation destiné aux fils de la noblesse.

## Élèves célèbres
- Anton Delvig (1798-1831, poète)
- Nikolaï Galitzine (1850-1925, homme d'État)
- Nikolaï Goumilev (1886-1921, poète)
- Wilhelm Küchelbecker (1797-1846, poète et écrivain, décembriste)
- Alexandre Pouchkine
- Ivan Pouchtchine
- Mikhaïl Saltykov-Chtchedrine (1826-1889)
- Alexandre Gortchakov (1798-1883, homme politique)
- Fiodor Chtcherbatskoï (1866-1942, indianiste et sanskritiste)

## Culture populaire

### Au cinéma
L'établissement est le lieu de l'action du film 1814, qui met en scène quelques-uns de ses élèves les plus célèbres : Alexandre Pouchkine, Anton Delvig, Ivan Pouchtchine, Alexandre Gortchakov...